# John Cho
John Yohan Cho (Seoel, 16 juni 1972) is een Zuid-Koreaans-Amerikaans acteur.

## Levensloop
Cho werd geboren in Zuid-Korea maar verhuisde in 1978, op zesjarige leeftijd, naar de Amerikaanse stad Los Angeles. In 1997 begon Cho met acteren. Na vele kleine rollen in voornamelijk komediefilms en -series werd hij langzaam door het grote publiek opgemerkt in American Pie en American Pie 2. Grote bekendheid kreeg hij toen hij samen met Kal Penn verscheen in Harold & Kumar Go to White Castle uit 2004 en het vervolg Harold & Kumar Escape from Guantanamo Bay uit 2008. Verder speelde hij in 2009 in Star Trek, als Hikaru Sulu.

## Filmografie (selectie)

### Films
| Jaar | Titel                                     | Rol               |
| ---- | ----------------------------------------- | ----------------- |
| 2018 | Searching                                 | David Kim         |
| 2017 | Columbus                                  | Jin               |
| 2015 | Zipper                                    | EJ                |
| 2013 | Identity Thief                            | Daniel Casey      |
| 2013 | Star Trek: Into Darkness                  | Hikaru Sulu       |
| 2012 | American Pie: Reunion                     | 'MILF' Guy #2     |
| 2011 | A Very Harold & Kumar Christmas           | Harold Lee        |
| 2010 | Caller ID                                 | Kama              |
| 2009 | Star Trek                                 | Hikaru Sulu       |
| 2008 | Nick and Norah's Infinite Playlist        | Hype Man          |
| 2008 | Harold & Kumar Go to Amsterdam            | Harold Lee        |
| 2008 | Harold & Kumar Escape from Guantanamo Bay | Harold Lee        |
| 2007 | West 32nd                                 | John Kim          |
| 2007 | Smiley Face                               | Mikey             |
| 2006 | Bickford Shmeckler's Cool Ideas           | Bob               |
| 2006 | American Dreamz                           | Ittles            |
| 2005 | Bam Bam and Celeste                       | Stephan           |
| 2004 | In Good Company                           | Petey             |
| 2004 | Harold & Kumar Go to White Castle         | Harold Lee        |
| 2004 | See This Movie                            | Larry Finkelstein |
| 2003 | American Wedding                          | 'MILF' Guy #2     |
| 2001 | American Pie 2                            | 'MILF' Guy #2     |
| 2001 | Pavilion of Women                         | Fengmo Wu         |
| 2001 | Down to Earth                             | Phil Quon         |
| 1999 | American Pie                              | 'MILF' Guy #2     |

### Tv-series
| Jaar      | Titel                 | Rol                |
| --------- | --------------------- | ------------------ |
| 2021      | Cowboy Bebop          | Spike Spiegel      |
| 2014      | Selfie                | Henry              |
| 2013      | Sleepy Hollow         | Andy Brooks        |
| 2010      | Childrens' Hospital   | Park               |
| 2009-2010 | FlashForward          | Demetri Noh        |
| 2007      | Ugly Betty            | Kenny              |
| 2007      | How I Met Your Mother | Jeff Coatsworth    |
| 2007      | 'Til Death            | Lucas Bender       |
| 2007      | The Singles Table     | Ivan Throckmorton  |
| 2005-2006 | Kitchen Confidential  | Teddy Wong         |
| 2006      | Grey's Anatomy        | Marshall Stone     |
| 2006      | American Dad!         | Vince Chung (stem) |
| 2005      | House M.D.            | Harvey Park        |
| 2004      | The Men's Room        | Bob                |
| 2003      | The Division          | Raymond            |
| 2001-2002 | Off Centre            | Chau Presley       |
| 1998      | Charmed               | Mark Cho           |

- Bibliothèque nationale de France: cb16740664x (data)
- Gemeinsame Normdatei: 1030499373
- International Standard Name Identifier: 0000 0001 1462 1631
- Library of Congress Control Number: nr2004035416
- MusicBrainz: b29ed479-dfc9-483a-ab8b-f42ee9b5151d
- Nationale Bibliotheek van Tsjechië: pna2007370901
- Nederlandse Thesaurus van Auteursnamen: 272761206
- Système universitaire de documentation: 184451027
- Virtual International Authority File: 85112352
- WorldCat: E39PBJw944Fcrtdpd6cq8yXfMP